# Elecciones presidenciales de Afganistán de 2019
Las elecciones presidenciales se realizaron en la República Islámica de Afganistán el 28 de septiembre de 2019. Los resultados preliminares se anunciaron el 22 de diciembre y los resultados finales el 18 de febrero de 2020. Abdullah Abdullah rechazó los resultados y pidió la formación de un gobierno paralelo en el norte de Afganistán.

## Sistema electoral
El presidente de Afganistán es elegido utilizando el sistema de dos rondas, si ningún candidato recibe la mayoría de los votos en la primera ronda, se llevará a cabo una segunda ronda con los dos candidatos más votados.

## Candidatos
- Ashraf Ghani, Presidente titular
- Abdullah Abdullah, Jefe Ejecutivo de Afganistán titular
- Mohammad Hanif Atmar, exasesor de Seguridad Nacional y Ministro del Interior
- Rahmatullah Nabil, exjefe de la Dirección Nacional de Seguridad
- Zalmai Rassoul, exministro de Relaciones Exteriores
- Shaida Mohammad Abdali, Embajador en India
- Faramarz Tamanna, director general del Centro de Estudios Estratégicos
- Abdul Latif Pedram, miembro del Parlamento
- Nur ul-Haq Ulumi, exministro del Interior
- Gulbuddin Hekmatyar, ex Primer Ministro
- Sayed Same Kaiany
- Mohammad Ehsan Qarji
- Mohammad Ibrahim Alokozai
- Mohammad Sadaq Azizi
- Mohd.Hakim Tursun
- Mohd. Nadir (Shah Ahmadzy)
- Shafiullah Qaesari
- Sayed Noorullah Jalili
- Abdul Khalil Roman
- Cheragh Ali Cheragh
- Enayatullah Hafiz
- Janat Khan Fahim
- Abdul Jamid Sherani
- Abdul Jabar Taqwa
- Ghulam Ali Wahdat
- Bashir Ahmad Bezhan
- Mohammad Naeim Ghoyor
- Sayed Qias Saeedi
- Mohammad Amin Reshadat
- Mohammad Shohab Hakimi
- Abdul Ali Sarabi
- Noorullhabib
- Mohammad Younuz Qanooni,
- Haji Mohammad Mohaqiq
- Fazlul Hadii Wazeen
- Hafizul Rahman Naqi
- Ahmad Wali Masud
- Farida Momand
- Abdul Latif Najari
- Murad Ali Murad
- Masouda Tela Mohammad
- Khadija Ghaznawi
- Enayatullah Babur Frahmand
- Asadullah Saadati
- Amrullah Saleh
- Gholam Sarwar Danesh
- Noor Rahman Liwal
- Abdul Hadi
- Mohamad Yahya Wiar Ahmadzai
- Ab Basir Salangi
- Zulfiqar Khan
- Ghulam Farouq (Nijrabi)
- Sharefullah

## Resultados
Los resultados preliminares se anunciaron el 22 de diciembre y los resultados finales el 18 de febrero de 2020. Abdullah Abdullah rechazó los resultados y pidió la formación de un gobierno paralelo en el norte de Afganistán. El 22 de febrero, Abdullah nombró un nuevo gobernador leal a sí mismo en la provincia de Sar-e Pul.
| Candidato                          | Votos     | %     |
| ---------------------------------- | --------- | ----- |
| Ashraf Ghani                       | 923,592   | 50.64 |
| Abdullah Abdullah                  | 720,841   | 39.52 |
| Gulbudin Hekmatiar                 | 70,241    | 3.85  |
| Rahmatullah Nabil                  | 33,919    | 1.86  |
| Faramarz Tamanna                   | 18,063    | 0.99  |
| Sayed Noorullah Jalili             | 15,519    | 0.85  |
| Abdul Latif Pedram                 | 12,608    | 0.69  |
| Enayatullah Hafiz                  | 11,375    | 0.62  |
| Mohammad Hakim Torsan              | 6,500     | 0.36  |
| Ahmad Wali Masood                  | 3,942     | 0.22  |
| Mohammad Shahab Hakimi             | 3,318     | 0.18  |
| Ghulam Farooq Najrabi              | 1,608     | 0.09  |
| Mohammad Hanif Atmar               | 1,567     | 0.09  |
| Noor Rahman Lewal                  | 855       | 0.05  |
| Votos inválidos y en blanco        |           | –     |
| Total                              | 1,823,948 | 100   |
| Votantes registrados/Participación | 9,665,745 |       |
| Fuente: IEC                        |           |       |